# Hans-Ulrich Mönnig
Hans-Ulrich Mönnig (* 1943 in Markneukirchen) ist ein ehemaliger deutscher Bauingenieur und Hochschullehrer.

## Leben
Hans-Ulrich Mönnig wurde nach seinem Studium des Konstruktiven Ingenieurbaus Teil des Aufbaustab Vietnam, einer Gruppe von Spezialisten aus der DDR, die ab 1974 den Wiederaufbau der kriegszerstörten Stadt Vinh plante. Diese Erfahrungen prägten ihn nachhaltig. Die Arbeitsgruppe Vinh, in der Mönnig tätig war, bestand 1974–1980. Außerdem war er tätig an der Großbaustelle Pumpspeicherwerk Goldisthal bis 1981.
Er wurde 1973 promoviert und 1983 habilitiert zum Themenfeld Straßenbau an der Hochschule für Architektur und Bauwesen in Weimar. in Im Jahr 1986 wurde Hans-Ulrich Mönnig als Professor für Tropen- und Auslandsbau an der Hochschule für Architektur und Bauwesen (HAB) in Weimar berufen.
Vom 7. Juli 1989 zum 30. Juni 1992 war Hans Ulrich Mönnig Rektor der Hochschule für Architektur und Bauwesen in Weimar. Im Februar 2024 gab er dem Weimarer Bibliotheksdirektor Frank Simon-Ritz ein Videointerview, in dem es um seine langjährige Verbundenheit mit der Weimarer Hochschule geht. Mönnig war 2004 bis 2013 Präsident der Ingenieurkammer Thüringen. Er ist Ehrenpräsident derselben und freiwilliges Mitglied im Vorstand.
Mönnig ist Fachbuchautor und schreibt auch Belletristik. Zu seinen Arbeitsfeldern gehört auch die Wende und die Umbrüche in der DDR, die auch an der Hochschule nicht spurlos vorübergingen, an der er Rektor war.

## Werke (Auswahl)

### Fachbezogene Werke
- Hans-Ulrich Mönnig: Beitrag zum statischen und dynamischen Verhalten bituminöser Beläge für stählerne orthotrope Fahrbahnplatten. Diss. Weimar 1973.
- Ders. zus. mit Jürgen Langrock: Grundlagen der Bemessung von Strassenkonstruktionen. Verlag für Bauwesen, VEB, Berlin 1979.
- Ders.: Die Bemessung von Straßenkonstruktionen nach Grenzzuständen : ein Beitrag zum Entwurf einer neuen Methodik. Diss.B, Weimar 1983.
- Ders.: Positionen zur Stadtentwicklung aus der Sicht der Hochschule für Architektur und Bauwesen Weimar. Hochschule für Architektur und Bauwesen, Weimar 1991.
- Ders.: Risikomanagement für Architekten/Ingenieure. limitierte Sonderausgabe 2. Auflage (Erstaufl. 2008), VVW GmbH, Karlsruhe 2018, ISBN 978-3-96329-062-6.
- Ders.: Porträts, Ansichten und Brüche : Hochschule für Architektur und Bauwesen, Bauhaus Universität Weimar : ein Lesebuch. 3. ergänzte und bearbeitete Auflage, Grünberg Verlag, Weimar-Rostock 2022, ISBN 978-3-933713-67-4.

### Belletristik
Hans-Ulrich Mönnig: Echo: ein russisch-deutsch-deutscher Roman. 1. Aufl., Grünberg Verlag, Weimar-Rostock 2015, ISBN 978-3-933713-46-9.